# Distretto di Jalandhar
Il distretto di Jalandhar è un distretto del Punjab, in India, di 1 953 508 abitanti. È situato nella divisione di Jalandhar e il suo capoluogo è Jalandhar.